# 1984 w nauce

## Astronomia
- E. Margaret Burbidge – Nagroda Henry Norris Russell Lectureship przyznawana przez American Astronomical Society.
- Martin Rees – Nagroda Dannie Heineman Prize for Astrophysics przyznawana przez American Astronomical Society.

## Fizyka
- 9 kwietnia – oficjalne uruchomienie urządzenia JET.

## Technika
- 11 kwietnia – pierwsza udana naprawa sztucznego satelity na orbicie (misja STS-41-C promu kosmicznego Challenger do satelity Solar Maximum Mission)

## Nagrody Nobla
- Fizyka – Carlo Rubbia, Simon van der Meer
- Chemia – Robert Bruce Merrifield
- Medycyna – Niels K. Jerne, Georges J. F. Köhler, César Milstein

## Zmarli
- 8 kwietnia – Piotr Kapica – fizyk, odkrywca zjawiska nadciekłości helu.